# Liste des cantons de l'Eure

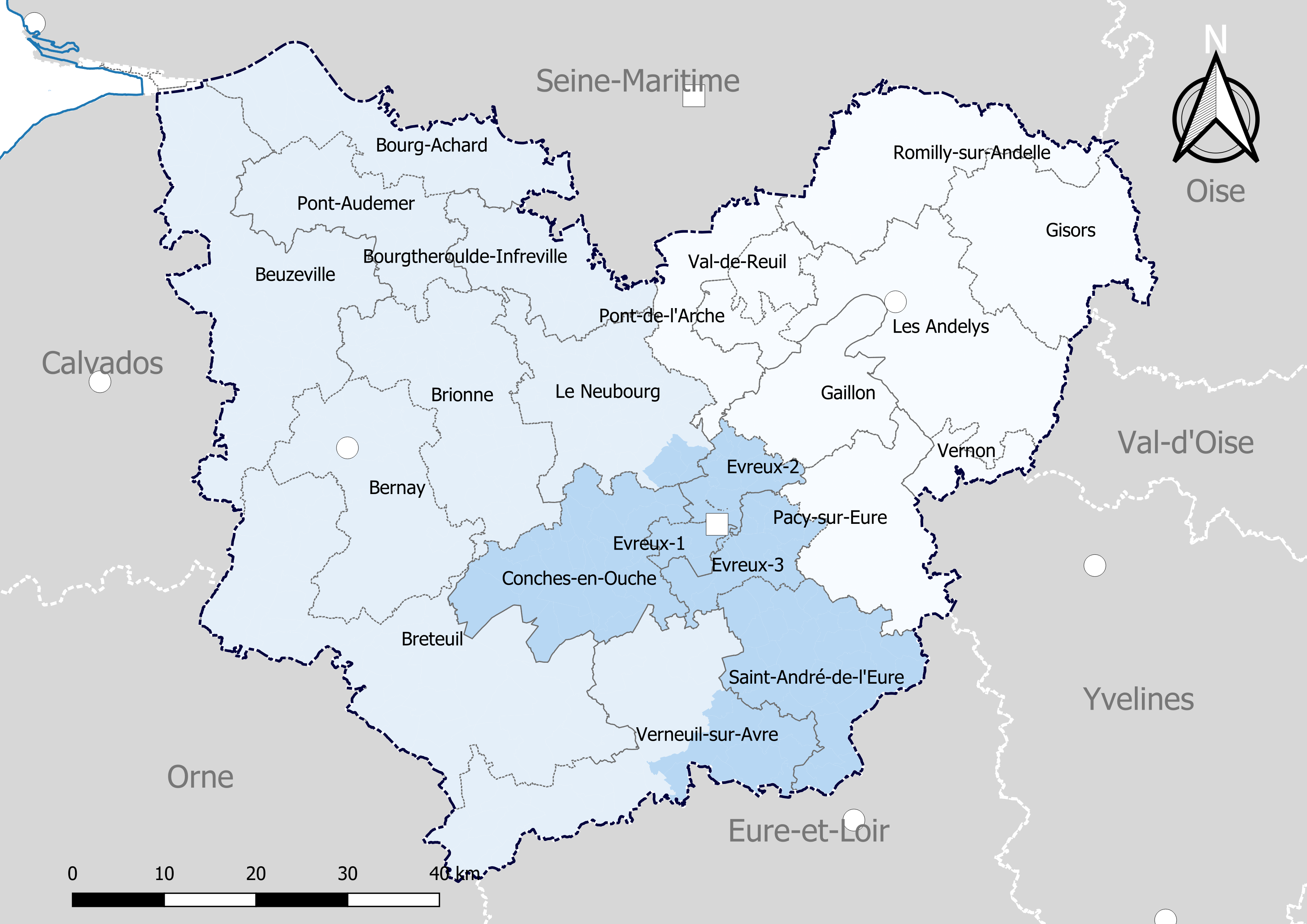
Découpage cantonal du département de l’Eure, avec en surimpression les arrondissements (en nuances de bleu) - Carte arrêtée au 1er janvier 2019.

Le département de l'Eure compte 23 cantons depuis le redécoupage cantonal de 2014 qui a amené l'élection de 46 conseillers départementaux pour la mandature 2015-2021.
Auparavant (depuis 1984), le département comptait 43 cantons.

## Histoire

### Période de 1984 à 2014
Le département de l'Eure compta 43 cantons à l'issue du découpage cantonal de 1984  qui procéda à trois divisions :
- le canton d'Évreux-Sud divisé en trois nouveaux cantons (Évreux-Est, Évreux-Sud et Évreux-Ouest),
- le canton de Vernon divisé en deux cantons (Vernon-Nord et Vernon-Sud),
- le canton de Louviers divisé en deux cantons (Louviers-Nord et Louviers-Sud).

Liste des 43 anciens cantons de l'Eure, par arrondissement :
- arrondissement des Andelys (12 cantons - sous-préfecture : Les Andelys) :
 canton des Andelys - canton d'Écos - canton d'Étrépagny - canton de Fleury-sur-Andelle - canton de Gaillon - canton de Gaillon-Campagne - canton de Gisors - canton de Louviers-Nord - canton de Louviers-Sud - canton de Lyons-la-Forêt - canton de Pont-de-l'Arche - canton de Val-de-Reuil
- arrondissement de Bernay (16 cantons - sous-préfecture : Bernay) :
canton d'Amfreville-la-Campagne - canton de Beaumesnil - canton de Beaumont-le-Roger - canton de Bernay-Est - canton de Bernay-Ouest - canton de Beuzeville - canton de Bourgtheroulde-Infreville - canton de Brionne - canton de Broglie - canton de Cormeilles - canton de Montfort-sur-Risle - canton de Pont-Audemer - canton de Quillebeuf-sur-Seine - canton de Routot - canton de Saint-Georges-du-Vièvre - canton de Thiberville
- arrondissement d'Évreux (15 cantons - préfecture : Évreux) :
 canton de Breteuil - canton de Conches-en-Ouche - canton de Damville - canton d'Évreux-Est - canton d'Évreux-Nord - canton d'Évreux-Ouest - canton d'Évreux-Sud - canton du Neubourg - canton de Nonancourt - canton de Pacy-sur-Eure - canton de Rugles - canton de Saint-André-de-l'Eure - canton de Verneuil-sur-Avre - canton de Vernon-Nord - canton de Vernon-Sud

## Réforme de 2014
Dans la poursuite de la réforme territoriale engagée en 2010, l'Assemblée nationale adopte définitivement le 17 avril 2013 la réforme du mode de scrutin pour les élections départementales destinée à garantir la parité hommes/femmes. Les lois (loi organique 2013-402 et loi 2013-403) sont promulguées le 17 mai 2013. Un nouveau découpage territorial est défini par décret du 25 février 2014 pour le département de l'Eure. Celui-ci entre en vigueur lors du premier renouvellement général des assemblées départementales suivant la publication du décret, soit en mars 2015. Les conseillers départementaux sont élus au scrutin majoritaire binominal mixte. Les électeurs de chaque canton élisent au Conseil départemental, nouvelle appellation des Conseils généraux, deux membres de sexe différent, qui se présentent en binôme de candidats. Les conseillers départementaux sont élus pour 6 ans au scrutin binominal majoritaire à deux tours, l'accès au second tour nécessitant 10 % des inscrits au 1er tour. En outre la totalité des conseillers départementaux est renouvelée.
Ce nouveau mode de scrutin nécessite un redécoupage des cantons dont le nombre est divisé par deux avec arrondi à l'unité impaire supérieure si ce nombre n'est pas entier impair et avec des conditions de seuils minimaux. Dans l'Eure le nombre de cantons passe ainsi de 43 à 23.
Les critères du remodelage cantonal sont les suivants : le territoire de chaque canton doit être défini sur des bases essentiellement démographiques, le territoire de chaque canton doit être continu et les communes de moins de 3 500 habitants sont entièrement comprises dans le même canton. Il n’est fait référence, ni aux limites des arrondissements, ni à celles des circonscriptions législatives.
Conformément à de multiples décisions du Conseil constitutionnel depuis 1985 et notamment sa décision n°2010-618 DC du 9 décembre 2010, il est admis que le principe d’égalité des électeurs au regard des critères démographiques est respecté lorsque le ratio conseiller/habitant de la circonscription est compris dans une fourchette de 20 % de part et d'autre du ratio moyen conseiller/habitant du département. Pour le département de l'Eure, la population de référence est la population légale en vigueur au 1er janvier 2013, à savoir la population millésimée 2010, soit 586 543 habitants. Avec 23 cantons la population moyenne par conseiller départemental est de 25 502 habitants. Ainsi la population de chaque nouveau canton doit-elle être comprise entre 20 401 habitants et 30 602 habitants pour respecter le principe de l'égalité citoyenne au vu des critères démographiques.

## Composition actuelle

### Composition détaillée
| N° | Nom du Canton             | Bureau centralisateur | Population 2012 | Écart /moyenne | Nombre de communes entières | Communes composant le canton (ajustées au 1er janvier 2017 pour cause des fusions multiples) |
| -- | ------------------------- | --------------------- | --------------- | -------------- | --------------------------- | --- |
| 1  | Les Andelys               | Les Andelys           | 27 551          | 1,07           | 26                          | Les Andelys, Bois-Jérôme-Saint-Ouen, Bouafles, Château-sur-Epte, Cuverville, Daubeuf-près-Vatteville, Écouis, Frenelles-en-Vexin, Guiseniers, Harquency, Hennezis, Heubécourt-Haricourt, Heuqueville, Mesnil-Verclives, Mézières-en-Vexin, Muids, Notre-Dame-de-l'Isle, Port-Mort, Pressagny-l'Orgueilleux, La Roquette, Suzay, Le Thuit, Tilly, Vatteville, Vexin-sur-Epte, Vézillon. |
| 2  | Bernay                    | Bernay                | 24 837          | 0,97           | 17                          | Bernay, Caorches-Saint-Nicolas, Corneville-la-Fouquetière, Courbépine, Fontaine-l'Abbé, Malouy, Menneval, Mesnil-en-Ouche, Le Noyer-en-Ouche, Plainville, Plasnes, Saint-Léger-de-Rôtes, Saint-Martin-du-Tilleul, Saint-Victor-de-Chrétienville, Treis-Sants-en-Ouche, Serquigny, Valailles. |
| 3  | Beuzeville                | Beuzeville            | 30 340          | 1,15           | 61                          | Asnières, Bailleul-la-Vallée, Barville, Bazoques, Berville-sur-Mer, Beuzeville, Le Bois-Hellain, Boissy-Lamberville, Boulleville, Bournainville-Faverolles, La Chapelle-Bayvel, La Chapelle-Hareng, Conteville, Cormeilles, Drucourt, Duranville, Épaignes, Épreville-en-Lieuvin, Fatouville-Grestain, Le Favril, Fiquefleur-Équainville, Folleville, Fontaine-la-Louvet, Fort-Moville, Foulbec, Fresne-Cauverville, Giverville, Heudreville-en-Lieuvin, La Lande-Saint-Léger, Lieurey, Manneville-la-Raoult, Martainville, Le Mesnil-Saint-Jean, Morainville-Jouveaux, Noards, La Noë-Poulain, Piencourt, Les Places, Le Planquay, La Poterie-Mathieu, Saint-Aubin-de-Scellon, Saint-Benoît-des-Ombres, Saint-Christophe-sur-Condé, Saint-Étienne-l'Allier, Saint-Georges-du-Vièvre, Saint-Germain-la-Campagne, Saint-Grégoire-du-Vièvre, Saint-Maclou, Saint-Mards-de-Fresne, Saint-Martin-Saint-Firmin, Saint-Pierre-de-Cormeilles, Saint-Pierre-des-Ifs, Saint-Pierre-du-Val, Saint-Siméon, Saint-Sulpice-de-Grimbouville, Saint-Sylvestre-de-Cormeilles, Saint-Vincent-du-Boulay, Le Theil-Nolent, Thiberville, Le Torpt, Vannecrocq. |
| 4  | Bourg-Achard              | Bourg-Achard          | 21 969          | 0,84           | 29                          | Aizier, Barneville-sur-Seine, Bosgouet, Bouquelon, Bouquetot, Bourg-Achard, Bourneville-Sainte-Croix, Caumont, Cauverville-en-Roumois, Étréville, Éturqueraye, Hauville, La Haye-Aubrée, La Haye-de-Routot, Honguemare-Guenouville, Le Landin, Marais-Vernier, Quillebeuf-sur-Seine, Rougemontiers, Routot, Saint-Aubin-sur-Quillebeuf, Saint-Ouen-de-Thouberville, Saint-Samson-de-la-Roque, Sainte-Opportune-la-Mare, Tocqueville, La Trinité-de-Thouberville, Trouville-la-Haule, Valletot, Vieux-Port. |
| 5  | Grand Bourgtheroulde      | Grand Bourgtheroulde  | 26 597          | 1,03           | 25                          | Amfreville-Saint-Amand, Le Bec-Thomas, Boissey-le-Châtel, Bosroumois, Flancourt-Crescy-en-Roumois, Fouqueville, Grand Bourgtheroulde, La Harengère, La Haye-du-Theil, Les Monts du Roumois, Saint-Cyr-la-Campagne, Saint-Denis-des-Monts, Saint-Didier-des-Bois, Saint-Germain-de-Pasquier, Saint-Léger-du-Gennetey, Saint-Ouen-de-Pontcheuil, Saint-Ouen-du-Tilleul, Saint-Philbert-sur-Boissey, Saint-Pierre-des-Fleurs, Saint-Pierre-du-Bosguérard, La Saussaye, Thenouville, Le Thuit de l'Oison, Tourville-la-Campagne, Voiscreville. |
| 6  | Breteuil                  | Breteuil              | 24 067          | 0,94           | 40 + 2 fractions            | 1° Les communes suivantes : Ambenay, Les Baux-de-Breteuil, Bémécourt, Bois-Anzeray, Bois-Arnault, Bois-Normand-près-Lyre, Les Bottereaux, Breteuil, Broglie, Capelle-les-Grands, Chaise-Dieu-du-Theil, Chamblac, Chambord, La Chapelle-Gauthier, Chéronvilliers, Ferrières-Saint-Hilaire, La Goulafrière, Grand-Camp, La Haye-Saint-Sylvestre, Juignettes, Le Lesme, Marbois, Mélicourt, Mesnil-Rousset, Mesnils-sur-Iton, Montreuil-l'Argillé, Neaufles-Auvergny, La Neuve-Lyre, Notre-Dame-du-Hamel, Rugles, Saint-Agnan-de-Cernières, Saint-Antonin-de-Sommaire, Saint-Aubin-du-Thenney, Saint-Denis-d'Augerons, Saint-Jean-du-Thenney, Saint-Laurent-du-Tencement, Sainte-Marie-d'Attez, Saint-Pierre-de-Cernières, La Trinité-de-Réville, Verneusses, La Vieille-Lyre. 2° La partie de Mesnils-sur-Iton correspondant à la commune déléguée de Condé-sur-Iton et la partie de Verneuil d'Avre et d'Iton correspondant à la commune déléguée de Francheville. |
| 7  | Brionne                   | Brionne               | 24 874          | 0,96           | 41                          | Aclou, Barc, Barquet, Beaumontel, Beaumont-le-Roger, Le Bec-Hellouin, Berthouville, Berville-la-Campagne, Boisney, Bosrobert, Bray, Brétigny, Brionne, Calleville, Combon, Écardenville-la-Campagne, Franqueville, Goupil-Othon, Grosley-sur-Risle, Harcourt, La Haye-de-Calleville, Hecmanville, La Houssaye, Launay, Livet-sur-Authou, Malleville-sur-le-Bec, Morsan, Nassandres sur Risle, La Neuville-du-Bosc, Neuville-sur-Authou, Notre-Dame-d'Épine, Le Plessis-Sainte-Opportune, Romilly-la-Puthenaye, Rouge-Perriers, Saint-Cyr-de-Salerne, Saint-Éloi-de-Fourques, Saint-Paul-de-Fourques, Saint-Pierre-de-Salerne, Saint-Victor-d'Épine, Sainte-Opportune-du-Bosc, Thibouville. |
| 8  | Conches-en-Ouche          | Conches-en-Ouche      | 21 284          | 0,83           | 29                          | Aulnay-sur-Iton, Beaubray, La Bonneville-sur-Iton, Burey, Caugé, Champ-Dolent, Claville, Collandres-Quincarnon, Conches-en-Ouche, La Croisille, Faverolles-la-Campagne, Ferrières-Haut-Clocher, La Ferrière-sur-Risle, Le Fidelaire, Gaudreville-la-Rivière, Gauville-la-Campagne, Glisolles, Louversey, Nagel-Séez-Mesnil, Nogent-le-Sec, Ormes, Parville, Portes, Saint-Élier, Sainte-Marthe, Sébécourt, Tilleul-Dame-Agnès, Le Val-Doré, Les Ventes. |
| 9  | Évreux-1                  | Évreux                | 25 125          |                | 2 + fraction Évreux         | 1° Les communes suivantes : Arnières-sur-Iton, Saint-Sébastien-de-Morsent. 2° La partie de la commune d'Évreux située à l'ouest d'une ligne définie par l'axe des voies et limites suivantes : depuis la limite territoriale de la commune de Parville, avenue du Maréchal-Foch, rue du Valesme, rue de la Rochette, sentier des Tombettes, rue Corneille, côte Henri-Monduit, rue Saint-Sauveur, rue du 7e-Chasseur, rue du Général-Leclerc, rue Saint-Thomas, rue Borville-Dupuis, rue Saint-Louis, avenue Winston-Churchill, ligne de chemin de fer, pont Eiffel, rue Pierre-Semard, route de Saint-André, limite du cimetière (inclus), limite de l'école élémentaire La Forêt (incluse), chemin séparant le groupe scolaire Joliot-Curie de l'école La Forêt, rue de la Forêt, rue Jean-Moulin, route d'Orléans, jusqu'à la limite territoriale de la commune d'Angerville-la-Campagne. |
| 10 | Évreux-2                  | Évreux                | 28 597          |                | 11 + fraction Évreux        | 1° Les communes suivantes : Aviron, Le Boulay-Morin, La Chapelle-du-Bois-des-Faulx, Dardez, Émalleville, Gravigny, Irreville, Normanville, Reuilly, Saint-Germain-des-Angles, Saint-Vigor. 2° La partie de la commune d'Évreux située au nord d'une ligne définie par l'axe des voies et limites suivantes : depuis la limite territoriale de la commune de Parville, avenue du Maréchal-Foch, rue du Valesme, rue de la Rochette, sentier des Tombettes, rue Corneille, côte Henri-Monduit, rue Saint-Sauveur, rue du 7e-Chasseur, rue du Général-Leclerc, rue Saint-Thomas, rue Borville-Dupuis, rue Saint-Louis, avenue Winston-Churchill, rue Pierre-Brossolette, rue de Cocherel, rue Vulcain, rue du Guesclin, avenue Winston-Churchill jusqu'au croisement avec la route de Paris (route nationale 13), jusqu'à la limite territoriale de la commune du Vieil-Évreux. |
| 11 | Évreux-3                  | Évreux                | 23 036          |                | 15 + fraction Évreux        | 1° Les communes suivantes : Angerville-la-Campagne, Les Baux-Sainte-Croix, Boncourt, Cierrey, Fauville, Gauciel, Guichainville, Huest, Miserey, Le Plessis-Grohan, Saint-Luc, Sassey, La Trinité, Le Val-David, Le Vieil-Évreux. 2° La partie de la commune d'Évreux non incluse dans les cantons d'Évreux-1 et d'Évreux-2. |
| 12 | Gaillon                   | Gaillon               | 28 809          | 1,1            | 17                          | Ailly, Autheuil-Authouillet, Cailly-sur-Eure, Champenard, Clef Vallée d'Eure, Courcelles-sur-Seine, Fontaine-Bellenger, Gaillon, Heudreville-sur-Eure, Saint-Aubin-sur-Gaillon, Saint-Étienne-sous-Bailleul, Saint-Julien-de-la-Liègue, Saint-Pierre-de-Bailleul, Saint-Pierre-la-Garenne, Les Trois Lacs, Le Val d'Hazey, Villers-sur-le-Roule. |
| 13 | Gisors                    | Gisors                | 29 897          | 1,17           | 34                          | Amécourt, Authevernes, Bazincourt-sur-Epte, Bernouville, Bézu-Saint-Éloi, Chauvincourt-Provemont, Coudray, Dangu, Doudeauville-en-Vexin, Étrépagny, Farceaux, Gamaches-en-Vexin, Gisors, Guerny, Hacqueville, Hébécourt, Heudicourt, Longchamps, Morgny, Mouflaines, Neaufles-Saint-Martin, La Neuve-Grange, Nojeon-en-Vexin, Noyers, Puchay, Richeville, Saint-Denis-le-Ferment, Sainte-Marie-de-Vatimesnil, Sancourt, Saussay-la-Campagne, Le Thil, Les Thilliers-en-Vexin, Vesly, Villers-en-Vexin. |
| 14 | Louviers                  | Louviers              | 23 696          | 0,92           | 7                           | Andé, Heudebouville, Incarville, Louviers, Saint-Étienne-du-Vauvray, Saint-Pierre-du-Vauvray, Vironvay. |
| 15 | Le Neubourg               | Le Neubourg           | 21 886          | 0,84           | 43                          | Bacquepuis, Bérengeville-la-Campagne, Bernienville, Brosville, Canappeville, Cesseville, Crestot, Criquebeuf-la-Campagne, Crosville-la-Vieille, Daubeuf-la-Campagne, Écauville, Ecquetot, Émanville, Épégard, Épreville-près-le-Neubourg, Feuguerolles, Graveron-Sémerville, Le Bosc-du-Theil, Hectomare, Hondouville, Houetteville, Iville, Mandeville, Marbeuf, Le Mesnil-Fuguet, Le Neubourg, La Pyle, Quittebeuf, Sacquenville, Saint-Aubin-d'Écrosville, Saint-Martin-la-Campagne, Saint-Meslin-du-Bosc, Sainte-Colombe-la-Commanderie, Le Tilleul-Lambert, Tournedos-Bois-Hubert, Tourneville, Le Tremblay-Omonville, Le Troncq, Venon, Villettes, Villez-sur-le-Neubourg, Vitot, Vraiville. |
| 16 | Pacy-sur-Eure             | Pacy-sur-Eure         | 28 864          | 1,14           | 34                          | Aigleville, Boisset-les-Prévanches, La Boissière, Breuilpont, Bueil, Caillouet-Orgeville, Chaignes, Chambray, La Chapelle-Longueville, Le Cormier, Croisy-sur-Eure, Douains, Fains, Fontaine-sous-Jouy, Gadencourt, Hardencourt-Cocherel, Hécourt, La Heunière, Houlbec-Cocherel, Jouy-sur-Eure, Ménilles, Mercey, Merey, Neuilly, Pacy-sur-Eure, Le Plessis-Hébert, Rouvray, Saint-Marcel, Saint-Vincent-des-Bois, Sainte-Colombe-près-Vernon, Vaux-sur-Eure, Villegats, Villez-sous-Bailleul, Villiers-en-Désœuvre. |
| 17 | Pont-Audemer              | Pont-Audemer          | 27 404          | 1,05           | 25                          | Appeville-Annebault, Authou, Bonneville-Aptot, Brestot, Campigny, Colletot, Condé-sur-Risle, Corneville-sur-Risle, Écaquelon, Freneuse-sur-Risle, Glos-sur-Risle, Illeville-sur-Montfort, Manneville-sur-Risle, Montfort-sur-Risle, Pont-Audemer, Pont-Authou, Les Préaux, Saint-Mards-de-Blacarville, Saint-Philbert-sur-Risle, Saint-Symphorien, Selles, Thierville, Tourville-sur-Pont-Audemer, Toutainville, Triqueville. |
| 18 | Pont-de-l'Arche           | Pont-de-l'Arche       | 22 816          | 0,88           | 20                          | Acquigny, Alizay, Amfreville-sur-Iton, Crasville, Criquebeuf-sur-Seine, Les Damps, La Haye-le-Comte, La Haye-Malherbe, Igoville, Le Manoir, Martot, Le Mesnil-Jourdain, Pinterville, Pîtres, Pont-de-l'Arche, Quatremare, Surtauville, Surville, Terres de Bord, La Vacherie. |
| 19 | Romilly-sur-Andelle       | Romilly-sur-Andelle   | 21 965          | 0,85           | 35                          | Amfreville-les-Champs, Bacqueville, Beauficel-en-Lyons, Bézu-la-Forêt, Bosquentin, Bouchevilliers, Bourg-Beaudouin, Charleval, Douville-sur-Andelle, Fleury-la-Forêt, Fleury-sur-Andelle, Flipou, Les Hogues, Houville-en-Vexin, Letteguives, Lilly, Lisors, Lorleau, Lyons-la-Forêt, Mainneville, Martagny, Ménesqueville, Mesnil-sous-Vienne, Perriers-sur-Andelle, Perruel, Pont-Saint-Pierre, Radepont, Renneville, Romilly-sur-Andelle, Rosay-sur-Lieure, Touffreville, Le Tronquay, Val d'Orger, Vandrimare, Vascœuil. |
| 20 | Saint-André-de-l'Eure     | Saint-André-de-l'Eure | 29 623          | 1,13           | 32                          | Les Authieux, La Baronnie, Bois-le-Roi, Bretagnolles, Champigny-la-Futelaye, Chavigny-Bailleul, Coudres, La Couture-Boussey, Croth, Épieds, Ézy-sur-Eure, La Forêt-du-Parc, Foucrainville, Fresney, Garennes-sur-Eure, Grossœuvre, L'Habit, Ivry-la-Bataille, Jumelles, Lignerolles, Louye, Marcilly-sur-Eure, Mesnil-sur-l'Estrée, Mouettes, Mousseaux-Neuville, Muzy, Prey, Saint-André-de-l'Eure, Saint-Georges-Motel, Saint-Germain-de-Fresney, Saint-Laurent-des-Bois, Serez. |
| 21 | Val-de-Reuil              | Val-de-Reuil          | 21 391          | 0,84           | 8                           | Amfreville-sous-les-Monts, Connelles, Herqueville, Léry, Porte-de-Seine, Poses, Val-de-Reuil, Le Vaudreuil. |
| 22 | Verneuil d'Avre et d'Iton | Verneuil-sur-Avre     | 28 775          | 1,11           | 26 + 2 fractions            | 1° Les communes suivantes : Acon, Armentières-sur-Avre, Bâlines, Les Barils, Bourth, Breux-sur-Avre, Chambois, Chennebrun, Courdemanche, Courteilles, Droisy, Gournay-le-Guérin, L'Hosmes, Illiers-l'Évêque, La Madeleine-de-Nonancourt, Mandres, Marcilly-la-Campagne, Mesnils-sur-Iton, Moisville, Nonancourt, Piseux, Pullay, Saint-Christophe-sur-Avre, Saint-Germain-sur-Avre, Saint-Victor-sur-Avre, Sylvains-les-Moulins, Tillières-sur-Avre, Verneuil d'Avre et d'Iton. 2° La partie de la commune de Mesnils-sur-Iton non incluse dans le canton de Breteuil et la partie de la commune de Verneuil d'Avre et d'Iton non incluse dans le canton de Breteuil. |
| 23 | Vernon                    | Vernon                | 28 359          | 1,15           | 4                           | Gasny, Giverny, Sainte-Geneviève-lès-Gasny, Vernon. |
|    |                           |                       | 591 616         |                | 620                         | |

### Répartition par arrondissement
Le découpage territorial en vigueur s'affranchit des limites des arrondissements . Certains cantons peuvent être composés de communes appartenant à des arrondissements différents.
Dans le département de l'Eure, c'est le cas de quatre cantons : Breteuil, Conches-en-Ouche, Le Neubourg et Vernon.
Le tableau suivant présente la répartition par arrondissements :
| N° | Canton                    | Les Andelys | Bernay | Évreux               | Total                |
| -- | ------------------------- | ----------- | ------ | -------------------- | -------------------- |
| 1  | Les Andelys               | 28          |        |                      | 28                   |
| 2  | Bernay                    |             | 18     |                      | 18                   |
| 3  | Beuzeville                |             | 62     |                      | 62                   |
| 4  | Bourg-Achard              |             | 32     |                      | 32                   |
| 5  | Bourgtheroulde-Infreville |             | 25     |                      | 25                   |
| 6  | Breteuil                  |             | 20     | 22                   | 42                   |
| 7  | Brionne                   |             | 44     |                      | 44                   |
| 8  | Conches-en-Ouche          |             | 1      | 30                   | 31                   |
| 9  | Évreux-1                  |             |        | 2 + fraction Évreux  | 2 + fraction Évreux  |
| 10 | Évreux-2                  |             |        | 11 + fraction Évreux | 11 + fraction Évreux |
| 11 | Évreux-3                  |             |        | 15 + fraction Évreux | 15 + fraction Évreux |
| 12 | Gaillon                   | 17          |        |                      | 17                   |
| 13 | Gisors                    | 34          |        |                      | 34                   |
| 14 | Louviers                  | 7           |        |                      | 7                    |
| 15 | Le Neubourg               | 1           | 6      | 37                   | 44                   |
| 16 | Pacy-sur-Eure             |             |        | 34                   | 34                   |
| 17 | Pont-Audemer              |             | 28     |                      | 28                   |
| 18 | Pont-de-l'Arche           | 21          |        |                      | 21                   |
| 19 | Romilly-sur-Andelle       | 35          |        |                      | 35                   |
| 20 | Saint-André-de-l'Eure     |             |        | 33                   | 33                   |
| 21 | Val-de-Reuil              | 9           |        |                      | 9                    |
| 22 | Verneuil-sur-Avre         |             |        | 40                   | 40                   |
| 23 | Vernon                    | 3           |        | 1                    | 4                    |
|    |                           | 155         | 236    | 226                  | 617                  |